# Burg Dürboslar

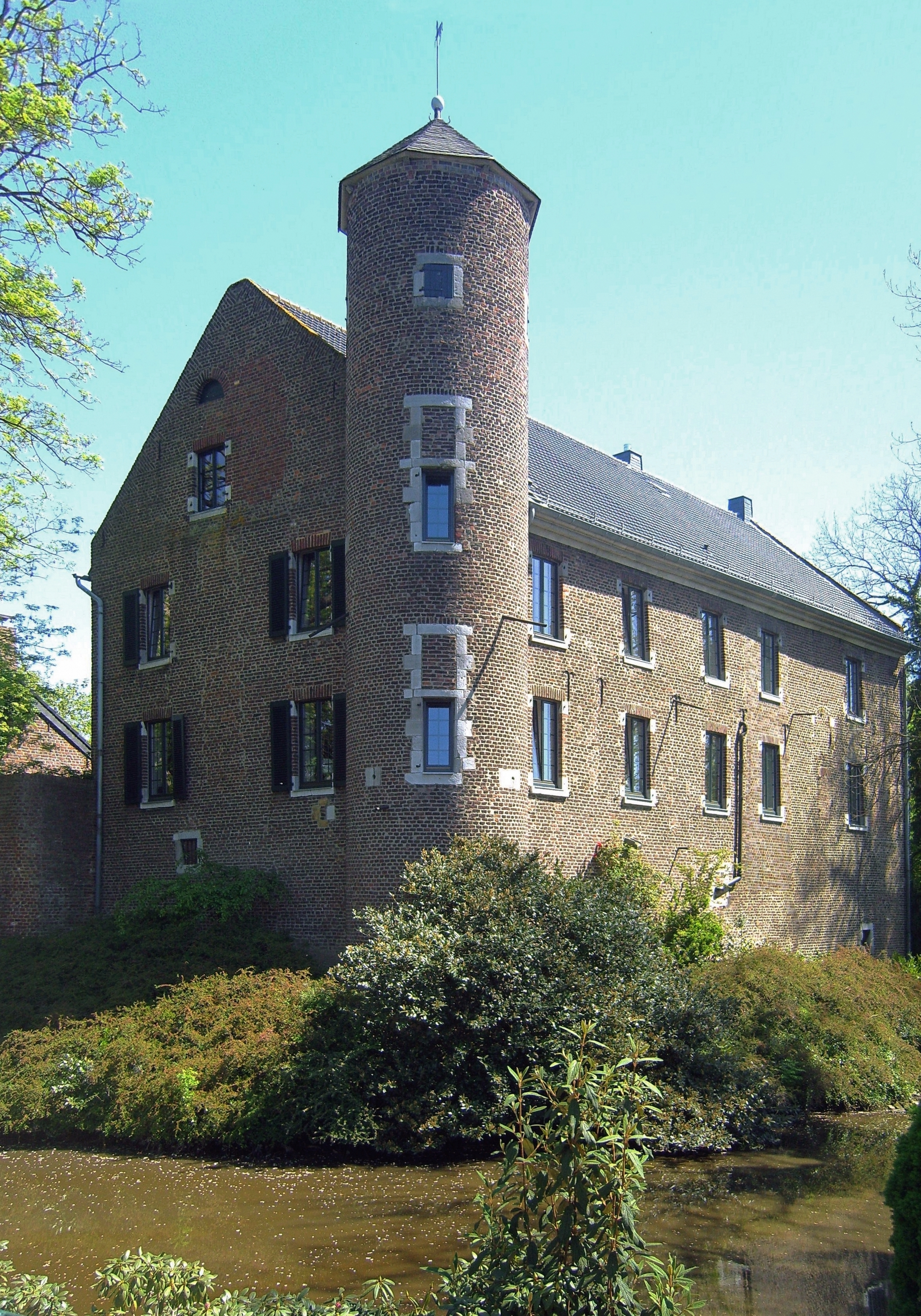
Westansicht der Burg Dürboslar

Die Burg Dürboslar ist eine typische rheinische Wasserburg in der zu Aldenhoven im Kreis Düren gehörigen Ortschaft Dürboslar. Die heutige Anlage stammt aus dem 16. bis 17. Jahrhundert und steht seit dem 17. Juli 1984 als Baudenkmal unter Denkmalschutz.

## Geschichte
Die Burg in Dürboslar wird 1478 erstmals urkundlich erwähnt. Es gibt jedoch Vermutungen, dass ihre Wurzeln bis ins 9. Jahrhundert zurückreichen könnten, denn das Gebiet von Dürboslar – was lichte Stelle im Dornengebüsch heißt – fand schon im Jahr 898 erstmals urkundlich Erwähnung. Damals schenkte König Zwentibold von Lotharingien dem Essener Frauenstift Besitzungen in Dürboslar, das zu jener Zeit aus drei Höfen bestand: dem Biemerhof, dem Junkershof und wahrscheinlich einem dritten Hof, aus dem später die Burg hervorging. Möglich wäre allerdings auch, dass die Burg erst im 14. Jahrhundert von einem Knappen namens Werner von Wedenau auf einem Hügel erbaut und am 20. März 1391 dem Jülicher Herzog Wilhelm II. zu Lehen aufgetragen wurde. Gesichert ist aber keine dieser beiden Möglichkeiten.
1478 war das einstige jülichsche Offenhaus zu einem Lehen des Kölner Erzstifts geworden, das Johann von Boissler in jenem Jahr an Johann von Linzenich verkaufte. Unter dieser Familie war bei Ausbleiben eines männlichen Erben auch die älteste Tochter erbberechtigt, und so gelangte die Burganlage über Johanns Enkelin Maria 1608 an die Familie ihres Mannes Johann Hoen von Cartils. Der Enkel und der Urenkel des Paares, Johann Wilhelm und Franz Arnold Hoen von Cartils, ließen die Anlage in der zweiten Hälfte des 17. Jahrhunderts zum größten Teil neu bauen. Als Franz Arnold  kinderlos starb, gelangte das Erbe an seinen Neffen Franz Emmerich von Reifenberg und von diesem über die Schwester 1710 an den Schwager Johann Adolph von und zu Gymnich.
Mehr als 100 Jahre lang blieb die Burg im Besitz dieser Familie, ehe sie 1825 mit der Neußer Stiftsdame Johanna von Gymnich ausstarb. Burg Dürboslar kam daraufhin an Johannas Großneffen Graf Max Felix von Wolff-Metternich. Seine Familie ließ das alte Herrenhaus der Anlage bis auf die Grundmauern zwei Ecktürme abreißen und 1841 ein neues Gebäude errichten. 1852 wurden unter Einbezug der alten Außenmauern und Fundamente auch die Gebäude der Vorburg neu aufgeführt. Ende des Zweiten Weltkriegs wurde das Anwesen stark beschädigt. Dabei ging unter anderem der Wehrerker über der Einfahrt des Torbaus verloren. Bei der Beseitigung der Zerstörungen nach Kriegsende wurde die Raumaufteilung der Burggebäude neu gestaltet, um aus diesen mehrere Wohneinheiten zu machen. Da die Anlage in einem Gebiet steht, in dem bis 1997 Steinkohlebergbau betrieben wurde, hatte sie in den 1980er Jahren – neben altersbedingten Schäden – mit Schäden am Mauerwerk zu kämpfen, die durch Erdsenkungen hervorgerufen worden waren. Diese wurden bei denkmalpflegerischen Maßnahmen in der Mitte der 1980er Jahre behoben.
Seit 1968 gehört die Anlage der Familie Bommers, die das Anwesen landwirtschaftlich nutzt. Zusätzlich sind in den Gebäuden Wohnungen untergebracht, und in der Vorburg befinden sich Werkstätten eines Unternehmens.

## Beschreibung

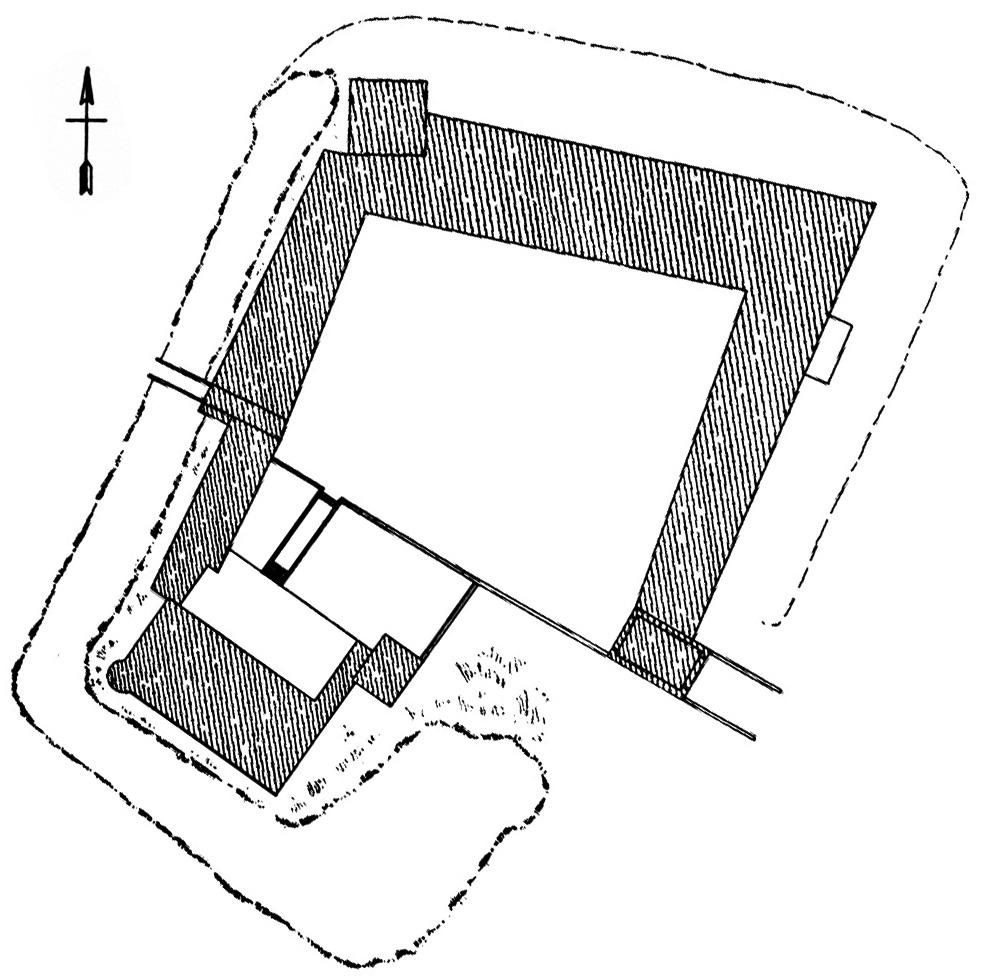
Schematischer Lageplan

Die Burg ist eine zweiteilige Anlage aus Backstein, bestehend aus einer westlich gelegenen Kernburg mit Herrenhaus und einer westlich liegenden Vorburg mit Wirtschaftsgebäuden und Torturm. Früher war sie allseitig von einem Graben umgeben, der heute nur noch an der West- und der Südseite Wasser führt. An der Nord- und Ostseite ist der Graben aber noch im Gelände erkennbar.

### Herrenhaus
Das Herrenhaus ist ein Backsteinbau von 1841 auf rechteckigem Grundriss. Seine zwei Geschosse sind durch ein Satteldach abgeschlossen. Die spitzwinkeligen Giebel weisen an den Ortgänngen für den Niederrhein typische diagonal vermauerte Ziegel auf. Die Westecke des Gebäudes ist von einem schmalen, dreigeschossigen Rundturm mit flachem polygonalem Helm und Wetterfahne markiert. Er stammt noch von dem Vorgängerbau aus dem Jahr 1685 und besitzt Querstockfenster mit Hausteinfassung. An der Ostecke schließt sich dem Gebäude ein schmaler Trakt an, der es mit einem zweigeschossigen Vierecksturm verbindet. Dass der Trakt wie der Rundturm noch von dem Vorgängerbau stammt, zeigt sich an den gleichartigen Fenstern. Der viereckige Turm erhielt sein oberstes Geschoss samt flachem Pyramidendach erst 1841, der untere Teil stammt hingegen aus dem 17. Jahrhundert. Im Kellergeschoss weist er Schießscharten mit Hausteinrahmung auf. An der Hofseite hängt über dem Eingang des Herrenhauses eine Steintafel mit dem Allianzwappen Hoen von Cartils und Metternich zu Müllenark. Dazu findet sich die Inschrift ANNO 1685, FRANTZ ARNOLD FREYHERR HOEN VON CARTYLS ZU BOSSELAR, MARIA AMELIA GEB FREYINNE VON METTERNICH ZU MULLENARC, EHELEUT. Alte und neue Bausubstanz des gesamten Gebäudes ist anhand der unterschiedlichen Fenstergrößen gut zu unterscheiden.

### Vorburg

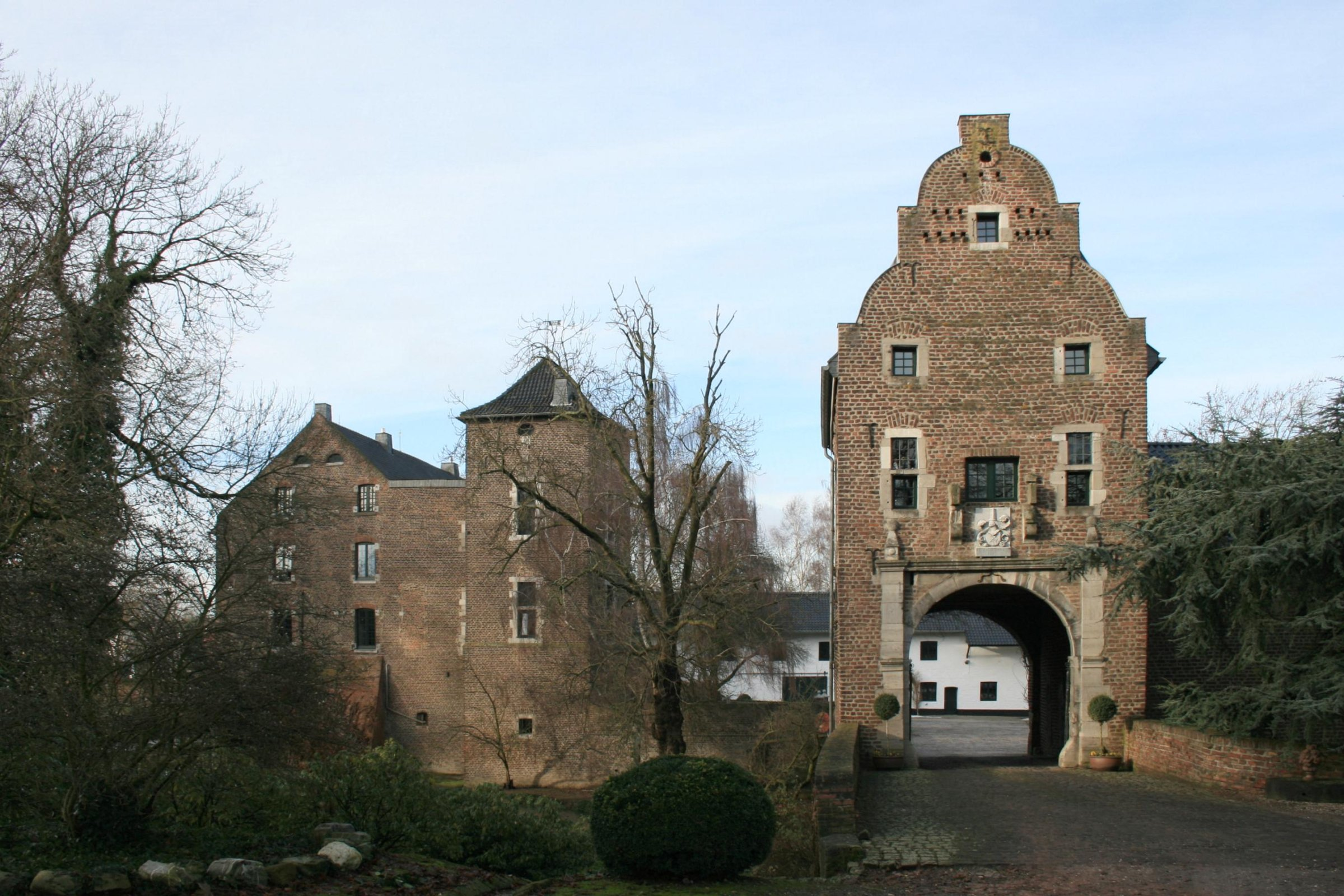
Torbau und Herrenhaus

Östlich des Herrenhauses liegt die dreiflügelige Vorburg mit Scheunen und Stallungen. Ihr unregelmäßiger Grundriss ist auf der Westseite zum Herrenhaus geöffnet. Die Außenmauern datieren zum Teil noch in das 16. Jahrhundert, stammen mehrheitlich aber von einem fast vollständigen Neubau der Vorburg zwischen 1651 und 1656, der unter Johann Wilhelm Hoen von Cartils und seiner Frau Johanna Maria von Friemersdorf genannt Pützfeld(t) erfolgte. Eiserne Maueranker in Form der Jahreszahl 1656 am Nordflügel der Vorburg kündeten früher vom Ende dieser Arbeiten. Einige Teile stammen jedoch aus einem Umbau Mitte des 19. Jahrhunderts.
Am südlichen Ende des Ostflügels steht der Torbau der Anlage in Formen der Renaissance. Der zweigeschossige Backsteinbau mit hohem Satteldach besitzt an der Westseite Schießscharten. Seine rundbogige Tordurchfahrt sitzt in einer rechteckigen, barocken Hausteinfassung. Eine gemauerte Brücke führt auf den Bau zu. Sie ersetzte eine 1651 noch vorhandenen hölzerne Zugbrücke, deren Rollen noch erhalten sind. Über der Durchfahrt finden sich die Konsolsteine eines früher vorhandenen Wehrerkers. Dazwischen hängt eine Wappentafel mit der Inschrift DÜRBOSLAR A. DOMIMNI 1960. Sie ist der Ersatz für einen Wappenstein am einstigen Wehrerker mit dem Allianzwappen der Erbauer und der Inschrift ANNO 1651, I W H V C Z D (Johann Wilhelm Hoen von Cartils zu Dürboslar), I M V F G P Z B (Johanna Maria von Friemersdorf genannt Pützfeld zu ???). Rechts und links neben der Wappentafel besitzt der Bau Querstockfenster mit Hausteinfassung. Am Schmuckgiebel des Torturms wechseln sich Stufen mit gemauerten Segmentbögen ab. In der Dachspitze zeugen Löcher davon, dass dort früher ein Taubenschlag untergebracht war. Die hofseitige Fassade des Tors ist hingegen schmucklos.